# Marela tamyris
Marela tamyris är en fjärilsart som beskrevs av Paul Mabille 1903. Marela tamyris ingår i släktet Marela och familjen tjockhuvuden. Inga underarter finns listade i Catalogue of Life.